# Special Olympics World Winter Games 2025
Die internationale Multisportveranstaltung Special Olympics World Winter Games 2025 war die 12. Austragung der Internationalen Winterspiele von Special Olympics. Sie fanden vom 8. bis zum  15. März 2025 in Turin, Italien, statt.

## Vergabe

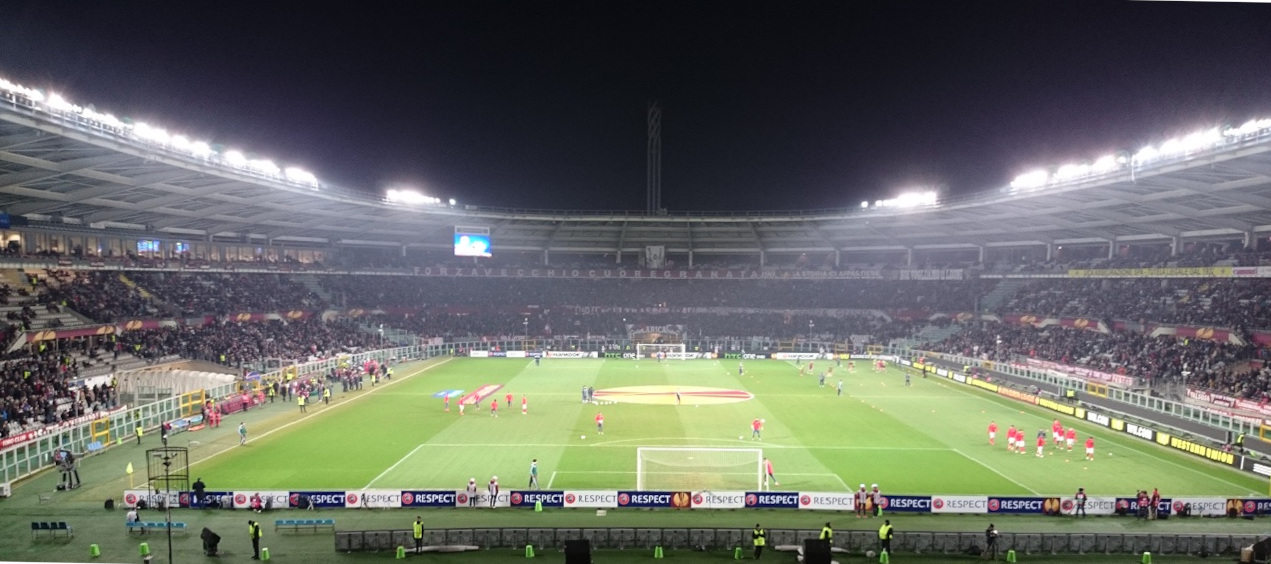
Olympiastadion Turin

Die Bewerbung wurde 2021 von der italienischen Regierung, der Region Piemont, der Stadt Turin, dem Nationalen Olympischen Komitee Italiens, dem Paralympics-Komitee Italiens und Angelo Moratti, dem Präsidenten von Special Olympics Italien, präsentiert. Als Termin wurde die Zeit zwischen dem 29. Januar und dem 9. Februar 2025 vorgeschlagen. Eröffnungs- und Schlussfeier sollten laut Bewerbung im Stadio Olimpico Grande Torino stattfinden, das für die Olympischen Winterspiele und die Paralympics 2006 renoviert worden war. Bei der Bewerbung ging man von etwa 3125 Athletinnen und Athleten, 3000 Freiwilligen und 300.000 Zuschauerinnen und Zuschauern aus.
Am 16. Juli 2021 erhielt Turin zusammen mit den weiteren Veranstaltungsorten Bardonecchia, Sestriere und Pragelato von Special Olympics International den Zuschlag für die Weltspiele. Beim Abschluss der Special Olympics World Summer Games 2023 in Berlin wurde offiziell bekanntgegeben, dass die nächsten Winterspiele vom 8. bis zum 16. März 2025 in Turin stattfinden sollen.

## Sportarten und Austragungsorte
Folgende acht Sportarten waren vertreten:
- Eiskunstlauf (Turin)
- Schneeschuhlaufen (Pragelato, San Sicario)
- Short Track (Turin)
- Ski Alpin (Sestriere)
- Skilanglauf (Pragelato)
- Snowboard (Bardonecchia)
- Tanzsport (Turin)
- Floorball (Turin)

## Öffentlichkeitsarbeit

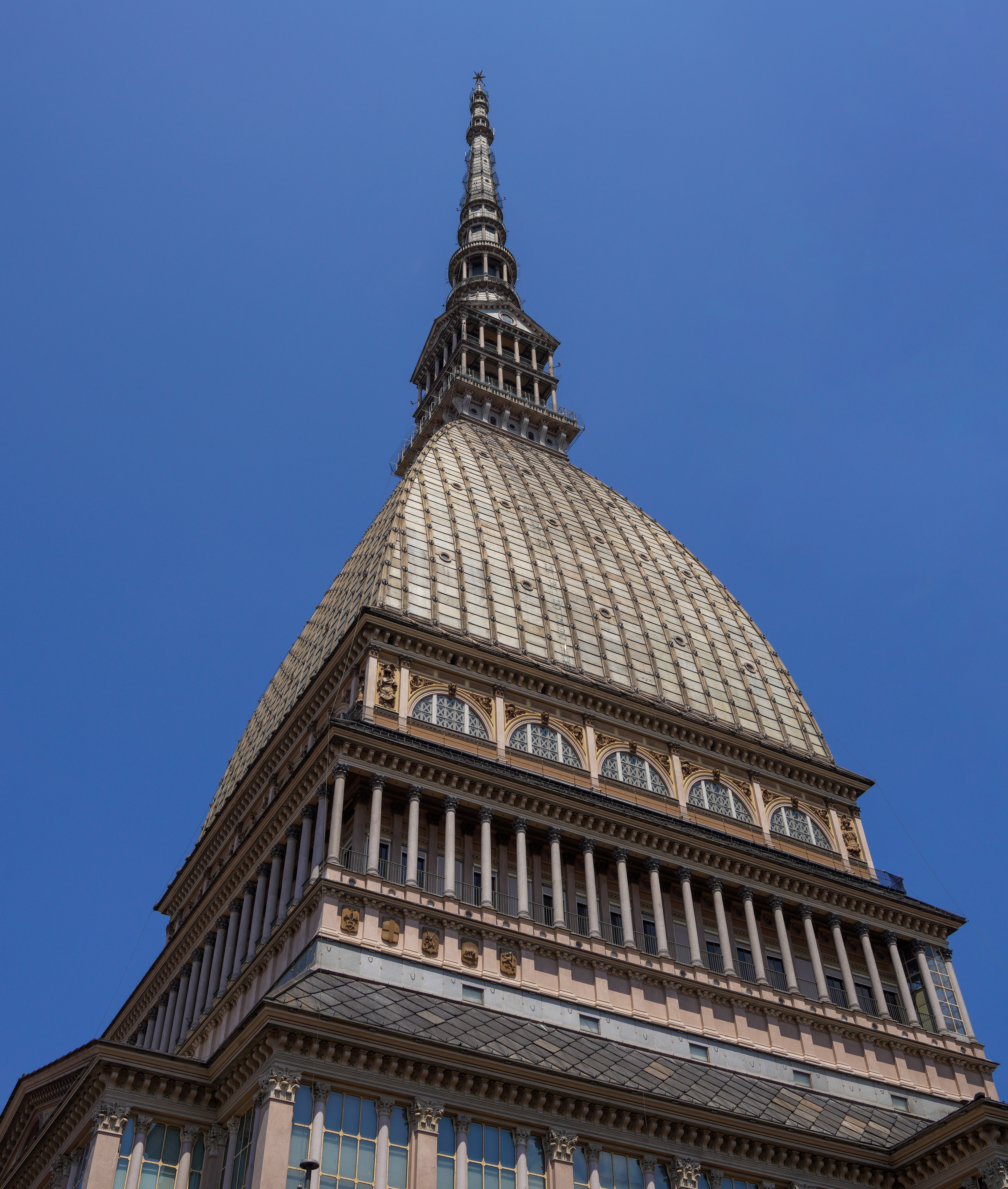
Die Mole Antonelliana in Turin ist Teil des Logos der Weltspiele.

Die Bewerbung lief unter dem Slogan The Future is Here („Die Zukunft ist da“).
Für das Logo wurde folgende Gestaltung gewählt: Turins Wahrzeichen, die Mole Antonelliana, und die Alpen wurden stilisiert, mit der Form einer Schneeflocke kombiniert und kreisförmig um das Logo von Special Olympics herum angeordnet.
Am 25. Februar 2025 wurde im Beisein des Bürgermeisters von Turin, Stefano Lo Russo, des Präsidenten der Region Piemont, Alberto Cirio, Vertretern der Special Olympics Organisation und der griechischen Staatspräsidentin Katerina Sakellaropoulou in einer feierlichen Zeremonie in Athen das olympische Feuer entzündet. Noch am selben Tag kam das sogenannte „Feuer der Hoffnung“ im Vatikan an und sollte vom Papst gesegnet werden, um dann über einen Fackellauf bis zum 8. März bei der Eröffnungsfeier in Turin anzukommen.

## Nationen
Zu den Special Olympics Winterspielen in Turin wurden rund 1500 Athletinnen und Athleten aus 100 Ländern und Territorien erwartet.
Die deutsche Delegation bestand aus 53 Athletinnen und Athleten sowie 5 Unified Partnern. Außerdem begleiteten 25 Trainer das TeamSOD, dessen Mitglieder zwischen 15 und 63 Jahre alt waren. Insgesamt umfasste die deutsche Delegation für die Weltspiele in Turin 89 Personen. Nach den Spielen konnte das TeamSOD 14 Goldmedaillen, 18 Silber- und 25 Bronzemedaillen mit nach Hause nehmen.